# Irina Rozanova
Pour les articles homonymes, voir Rozanova.
Irina Yourievna Rozanova (en russe : Ирина Юрьевна Розанова), née le 22 juillet 1961 à Penza, est une actrice russe.

## Biographie
Irina Rozanova naît le 22 juillet 1961 à Penza en Union soviétique dans la famille d'artistes. Au début de 1962, sa famille s’installe à Riazan.
En 1984-1988 - actrice de théâtre Maïakovski. En 1988, elle est diplômée du GITIS. De 1988 à 1990, elle se produit au théâtre-studio Chelovek.
De 1991 à 1998, elle est actrice au théâtre sur Malaïa Bronnaïa. En 1998-1999 - actrice du théâtre du Lenkom. Elle est lauréate du Prix Tchaïka en 1995.
Sa carrière cinématographique commence en 1985. En 2006, elle reçoit un Nika de la meilleure actrice dans le second rôle pour le film Kolia - Tumbleweed de Nikolaï Dostal. Un Aigle d'Or dans la catégorie de meilleure actrice à la télévision pour la série Furtseva. La Légende de Catherine lui est décerné en 2013.

## Filmographie
- 1986 : La Vie de Klim Samguine (Жизнь Клима Самгина) de Viktor Titov : Tossia
- 1987 : Où se trouve nofelet ? (Где находится нофелет?) de Guerald Bejanov : Valentina
- 1987 : Ayant menti une fois... (Единожды солгав…) de Vladimir Bortko : Tania
- 1989 : Interfille (Интердевочка) de Piotr Todorovski : Sima
- 1991 : Les Cyniques (Циники) de Dmitri Meskhiev : Marffoucha
- 1992 : Encore, toujours encore ! (Анкор, ещё анкор!) de Piotr Todorovski : Liouba
- 1999 : Le Tireur d'élite (Ворошиловский стрелок) de Stanislav Govoroukhine : mère de Katia
- 2000 : Deux Camarades (Два товарища) de Valeri Pendrakovski (ru) : Ekaterina Vassilievna
- 2001 : La vie est pleine d’imprévus (Жизнь забавами полна) de Piotr Todorovski : Vera Nikolaïevna
- 2001 : La Suite mécanique (Механическая сюита) de Dmitri Meskhiev : Olga
- 2002 : Spartacus et Kalachnikov (Спартак и Калашников) de Andreï Prochkine : Snejeanna
- 2007 : Gloss (Глянец) de Andreï Kontchalovski : Marina Iourievna
- 2008 : Les Zazous (Стиляги) de Valeri Todorovski : mère
- 2019 : Odessa (Одесса) de Valeri Todorovski : Raïssa Irovna

## Récompenses
- 2002 : Festival du cinéma russe à Honfleur - prix du meilleur rôle féminin dans La vie est pleine d’imprévus.
- 2007 : Artiste du peuple de la fédération de Russie[1]